# Дацьки (Звенигородський район)
Дацьки́ — село в Україні, у Стеблівській селищній громаді Звенигородського району Черкаської області. Населення становить 223 особи.

## Географія
Село Дацьки розкинулися по обох берегах правої притоки Росі річки Соковиці, за 98 км на південь від обласного центру, за 51 км від районного центру та за 6 км від центру громади. За 19 км розташована найближча залізнична станція Корсунь-Шевченківський. Межує з селами Прутильці (у XVIII столітті — частина села Дацьки) та Яблунівка. 

## Населення
У 1860-х роках в селі мешкало 1049 осіб. За даними всеукраїнського перепису населення 2001 року у селі мешкала 351 особа. Станом на 1 липня 2021 року — 223 особи.
Мова
Розподіл населення за рідною мовою за даними перепису 2001 року був наступним:
| українська | 343 | 97,72 |
| російська  | 8   | 2,28  |

## Історія
Перша відома згадка про село датується 13 вересня 1670 року, коли польський король Міхал Корибут Вишневецький своїм універсалом надав Дацьки Стефану Кобилецькому. У 1706 році в Дацьках збудована Успенська церква. Оскільки селяни, обравши місце для поселення, починали не зі зведення церкви, а з побудови власних осель, то можна вважати, що село було засноване не пізніше 1706 року, близько кінця XVII століття. У 1741 році було 30 дворів. У 1774 році в селі збудована нова дерев'яна Успенська церква. За люстрацією 1765 року у Дацьках було 27 дворів, що платили чинш, і один вільний. На річці Соковиця діяв млин.
У 1780-х роках Корсунь відвідав відомий французький художник-портретист, пейзажист, архітектор, військовий інженер Йоган Генріх Мюнц. Зробив кілька ознайомчих поїздок по околиці, відвідав й Дацьки. Тут 15 вересня 1785 року намалював селянську садибу. Малюнок дає уяву про архітектуру селянського житла і характер забудови села. Не менший інтерес викликає коментар Мюнца до малюнка: «3агальний вигляд усіх садиб у цьому краї. Будинок і селянське подвір'я у Дацьках, селі, що знаходиться за дві милі на південний захід від Корсуня, у лісистій та повній пагорбів частині Корсунського староства України. Не мають стодол, тримають збіжжя просто неба. Молотять також на подвір'ї тощо. Так, як тут показано. Правила будівництва та господарювання однакові у всьому краї. У цьому будинку жило дві родини — батька й сина, загалом 10 душ».
На 1765 рік Дацьки належали до Корсунського староства. У селі було 26 будинків, млин на річці Соковиці. На 1789 році у Дацьках мешкало 60 селян, робочих волів було 107. З 1799 року село належало де Корсунського маєтку. Наприкінці XVIII—початку XIX століття в селі була будівля економії, млин на 2 постави на річці Соковиці на надійно облаштованій греблі та питний будинок. У корчмі спеціально поставлений селянин продавав виготовлені в Корсунській економії горілку та пиво. Селяни вирощували пшеницю, жито, просо, овес, гречку, ячмінь, горох, коноплі та льон. Займалися також городництвом і тваринництвом: розводили коней, овець та велику рогату худобу. Селяни мали хати з усіма господарськими зручностями. Городи і сади приносили чималі прибутки. Село Дацьки називали єдиною сім'єю зразкових родин. У Дацьках не було бідних селян, жебраків.  Важливим у їх діяльності було чумакування. Могли більше 200 пар волів в упряжці направити на промисел по сіль, рибу, на перевезення купецьких товарів, хлібних підрядів і фруктів.
У XIX столітті село Дацьки належало до Селищанської волості Богуславського (Канівського) повіту Київської губернії.
На 1900 рік у Дацьках нараховувалося 920 десятин землі (876 селянської та 44 церковної). Село належало князю М. Г. Лопухіну-Демидову. У селі діяли 4 вітряні млини, кузня, церковнопарафіяльна школа.
Рільництво і тваринництво залишалися основними в забезпеченні життєдіяльності місцевого населення і в радянські часи. 19 липня 1934 року, на другий день після введення в дію Корсунської гідроелектростанції, в колгоспі села Дацьки запрацювала перша в районі точка електромолотьби.
Під час Голодомору 1932—1933 років, від штучного голоду у селі померло 222 особи. Встановлено прізвища лише 4 жертв.
На фронтах німецько-радянської війни загинув 151 односельчанин. Село звільнене 16 лютого 1944 року. У братській могилі поховано 176 радянських воїнів. Дацьки були центром сільської ради, якій були підпорядковані села Яблунівка, Переможинці, Прутильці. У 1986 році у селі відкрито середню школу. 
Нині на території села діє Дацьківська гімназія — філія Стеблівського ліцею — опорного закладу загальної середньої освіти імені І. С. Нечуя-Левицького Стеблівської селищної ради Черкаської області, дитячий садок, фельдшерсько-акушерський пункт, клуб, бібліотека, краєзнавчий музей, пошта, СТОВ «Хлібороб», магазин.

## Пам'ятки, визначні місця

### Успенська церква
Дерев'яна Успенська церква збудована у 1774 році на місці давнішої, що стояла з 1706 року та описана у візиті Корсунського деканату 1741 року. На той час до парафії входило 30 дворів у Дацьках, 20 — у Туркенцях та 30 — у Петрушках. За штатами церква була зарахована до 6 класу та мала 41 десятину землі.
У церкві правили:
- 1741—… — священик Стефан Лукиянович, висвячений у Переяславі 7 червня 1726 року, а 1738 року прийняв унію на настійну вимогу старости корсунського князя Юзефа Александера Яблоновського, відмовляв без того у видачі йому презенти або клопотання про затвердження на посаді.
- 1799—1802 — священник Тимофій Якович Серединський[11];
- 1840 — священник Максим Тимофійович Серединський, диякон Максим Георгійович Шмигельський, паламар Семен Карпович Ладиковський[11];
- 1866—1879 — священник Афанасій Петрович Завиновський[11].

### Пам'ятки природи
На території села зростає ботанічна пам'ятка природи місцевого значення «Вікове дерево липи звичайної». Статус пам'ятки отриманий у 1998 році.